# 20 stycznia
20 stycznia jest 20. dniem w kalendarzu gregoriańskim. Do końca roku pozostało 345 (w latach przestępnych 346) dni.

## Święta
- Imieniny obchodzą: Dobiegniew, Dobroniega, Dobrożyźń, Dobrzegniew, Eutymiusz, Euzebiusz, Fabian, Fabiana, Maur i Sebastian.
- Azerbejdżan – Dzień Męczenników
- Gwinea Bissau, Republika Zielonego Przylądka – Dzień Bohaterów
- Mali – Święto Armii
- Wspomnienia i święta w Kościele katolickim[1][2] obchodzą:
  - bł. Bazyli Antoni Maria Moreau (zakonnik)
  - bł. Cyprian Michał Iwene Tansi (trapista)
  - św. Fabian (papież i męczennik)
  - św. Eustochia Calafato (klaryska)
  - św. Eutymiusz Wielki (mnich)
  - bł. Euzebiusz z Ostrzyhomia (paulin)
  - św. Henryk z Uppsali (biskup)
  - św. Maria Krystyna od Niepokalanego Poczęcia (zakonnica)
  - św. Sebastian (męczennik, patron Gwardii Szwajcarskiej)

## Wydarzenia w Polsce
- 1320 – W katedrze wawelskiej odbyły się koronacje Władysława I Łokietka i Jadwigi Bolesławówny.
- 1339 – Książę halicko-wołyński Bolesław Jerzy II lokował Sanok na prawie magdeburskim.
- 1367 – Król Kazimierz Wielki nadał lwowskiemu biskupowi ormiańskiemu Grzegorzowi przywilej pełnoprawnego osiedlenia się w mieście, pozostania przy swojej wierze, praktykowania jej zgodnie z tradycją i zwyczajami oraz sprawowania jurysdykcji nad ludnością ormiańską zamieszkałą na całym terytorium królestwa.
- 1521 – Wojna pruska: zwycięstwo wojsk polskich pod dowództwem Jana Boratyńskiego nad wojskami krzyżackimi wielkiego mistrza Albrechta Hohenzollerna w bitwie pod Lubawą.
- 1661 – Król Jan II Kazimierz Waza założył Akademię Lwowską.
- 1771 – W nocy z 19 na 20 stycznia oddział konfederatów barskich pod dowództwem regimentarza Józefa Zaremby zaatakował bez powodzenia Poznań.
- 1831 – Gen. Michał Gedeon Radziwiłł został wodzem naczelnym powstania listopadowego.
- 1912 – Otwarto ginekologiczno-położniczy Szpital Specjalistyczny św. Zofii w Warszawie.
- 1920 – Wojsko Polskie wkroczyło do Bydgoszczy.
- 1926 – Utworzono województwo wileńskie.
- 1945:
  - Armia Czerwona zajęła miasta: Brześć Kujawski, Kluczbork, Koło, Konin, Koziegłowy, Radziejów, Olkusz, Nidzica, Nowy Sącz i Włocławek.
  - Oświęcimski marsz śmierci przeszedł przez Żory. Na terenie miasta zastrzelono 47 osób.
  - Sieradz został zbombardowany przez lotnictwo radzieckie, mimo opuszczenia miasta przez Niemców. Zginęło ok. 100 osób, a ok. 200 zostało rannych.
  - W lesie pod Grajewem Niemcy dokonali masakry ponad 120 osób, głównie członków miejscowej inteligencji wraz z rodzinami.
  - Z wyroku Polskiego Państwa Podziemnego w Zakopanem został powieszony przez partyzantów z oddziału AK jeden z przywódców kolaboracyjnego Goralenvolku Wacław Krzeptowski.
- 1949:
  - Na zjeździe Związku Zawodowego Literatów Polskich w Szczecinie opowiedziano się za socrealizmem w literaturze.
  - Władysław Gomułka został zdymisjonowany ze stanowisk ministra Ziem Odzyskanych i wicepremiera w pierwszym rządzie Józefa Cyrankiewicza.
- 1951 – Został aresztowany biskup kielecki Czesław Kaczmarek.
- 1957 – Odbyły się wybory do Sejmu.
- 1958 – Premiera filmu Pętla w reżyserii Wojciecha Jerzego Hasa.
- 1967 – Premiera filmu kryminalnego Gdzie jest trzeci król w reżyserii Ryszarda Bera.
- 1971 – Zawiązał się Obywatelski Komitet Odbudowy Zamku Królewskiego w Warszawie.
- 1982 – Prokuratura Garnizonowa w Gliwicach umorzyła śledztwo w sprawie śmierci górników z kopalni „Wujek”.
- 1991 – Założono Polski Związek Radioorientacji Sportowej.
- 1998 – Prezydent RP Aleksander Kwaśniewski powołał pierwszą Radę Bezpieczeństwa Narodowego.
- 2000 – Filmweb jako pierwszy polski serwis internetowy został udostępniony przez protokół WAP.
- 2002 – Adam Małysz wygrał konkurs Pucharu Świata w skokach narciarskich w Zakopanem.
- 2004 – Doszło do eksplozji zbiornika z olejem i pożaru w Elektrociepłowni Kraków.
- 2007:
  - Czeski skoczek narciarski Jan Mazoch uległ ciężkiemu wypadkowi podczas zawodów Pucharu Świata w Zakopanem.
  - Sąd Okręgowy w Łodzi ogłosił wyroki w tzw. aferze „łowców skór”.

## Wydarzenia na świecie

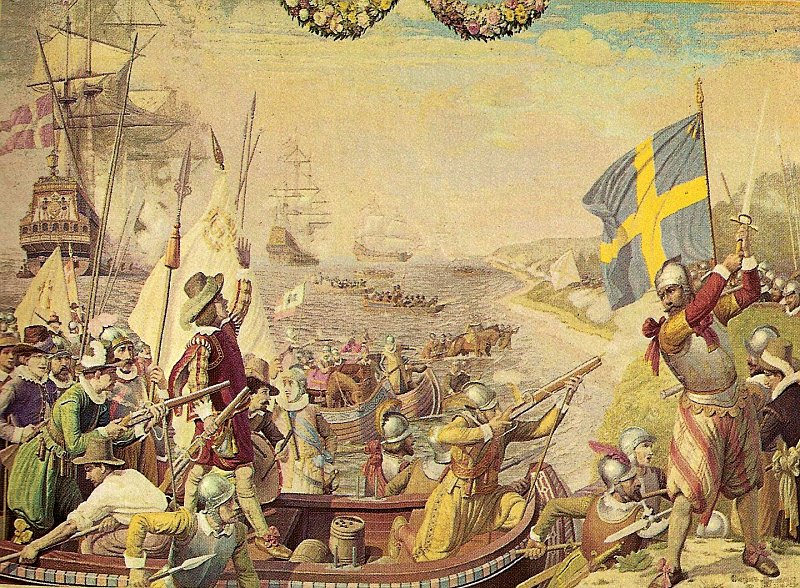
Wojna kalmarska na gobelinie Karla van Manderna

- 842 – Michał III Metystes został cesarzem bizantyńskim.
- 1045 – Sylwester III został papieżem.
- 1265 – Rozpoczął obrady parlament angielski zwołany przez Szymona z Montfort (młodszego), po raz pierwszy złożony z wybranych, a nie nominowanych przedstawicieli ludu.
- 1343 – Joanna I została królową Neapolu.
- 1458 – Stefan V Ślepy został despotą Serbii.
- 1523 – Został obalony król Danii i Norwegii Chrystian II Oldenburg. Nowym królem został jego stryj Fryderyk I Oldenburg.
- 1567 – Hiszpańscy konkwistadorzy założyli miasto León w Meksyku.
- 1613 – W Knäred podpisano układ pokojowy kończący wojnę kalmarską między Danią i Norwegią a Szwecją.
- 1646 – Francesco Molino został dożą Wenecji.
- 1649 – Rozpoczął się proces króla Anglii i Szkocji Karola I Stuarta, jedynego brytyjskiego władcy, który został obalony i ścięty.
- 1709 – Zwodowano brytyjski okręt liniowy HMS „Lion”.
- 1749 – Niemiecki kompozytor i organista Johann Christoph Altnikol ożenił się z Elisabeth Julianą Friedericą Bach, córką Johanna Sebastiana.
- 1766 – Wojna birmańsko-syjamska: 50 tys. żołnierzy syjamskich uderzyło na oblegające stolicę Syjamu Ayutthayę wojska birmańskie, jednak celna salwa z muszkietów wywołała panikę w przednich szeregach atakujących, gwałtowny odwrót i śmierć kilku tys. spośród nich.
- 1772 – Markiz Donatien Alphonse François de Sade wystawił na zamku La Coste swoją pierwszą sztukę (komedię).
- 1774 – Zniesiono po raz pierwszy trybunał inkwizycji portugalskiej w Goa (Indie).
- 1783 – Wojna o niepodległość Stanów Zjednoczonych: podpisano preliminaria pokojowe między Wielką Brytanią a Francją i Hiszpanią.
- 1785 – Powstanie Taysonów: w bitwie na rzece Mỹ Tho tajsonowie rozbili syjamski korpus ekspedycyjny.
- 1797 – Gen. Jan Henryk Dąbrowski wydał w Mediolanie odezwę zachęcającą do wstępowania do Legionów Polskich we Włoszech.
- 1800 – Gen. Joachim Murat ożenił się z Karoliną Bonaparte, najmłodszą siostrą Napoleona.
- 1817 – Wojska Zjednoczonego Królestwa Portugalii, Brazylii i Algarve zdobyły Montevideo, stolicę ogarniętej rewolucją prowincji Banda Oriental (obecnie Urugwaj).
- 1820 – Założono Uniwersytet Indiany.
- 1839 – W bitwie pod Yungay armia chilijska odniosła decydujące zwycięstwo w wojnie z Konfederacją Peruwiańsko-Boliwijską.
- 1840 – Francuz Jules Dumont d’Urville odkrył Wybrzeże Adeli na Antarktydzie.
- 1841 – I wojna opiumowa: Wielka Brytania i Chiny podpisały konwencję z Chuenpi na mocy której Brytyjczycy uzyskali Hongkong.
- 1847 – José Tadeo Monagas został prezydentem Wenezueli.
- 1848 – Fryderyk VII został królem Danii.
- 1853 – II wojna brytyjsko-birmańska: Pegu zostało formalnie anektowane przez Brytyjczyków, stając się stolicą ich posiadłości w Birmie.
- 1855 – José Tadeo Monagas został po raz drugi prezydentem Wenezueli.
- 1862 – Założono Muzeum Queenslandu w Brisbane.
- 1883 – Alfred Francis Russell został prezydentem Liberii.
- 1887 – Nowa Zelandia anektowała archipelag Kermadec na Pacyfiku.
- 1904 – W Wiedniu odbyła się premiera operetki Boski małżonek Ferenca Lehára.
- 1909 – W pożarze baraku mieszkalnego zginęło 70 robotników pracujących przy budowie tunelu do ujęcia wody na jeziorze Michigan w Chicago.
- 1910 – Rozpoczęła się wielka powódź w Paryżu.
- 1918 – I wojna światowa: zwycięstwo okrętów brytyjskich nad tureckimi w bitwie koło Imroz.
- 1919 – Wojna estońsko-bolszewicka: zwycięski desant pod Utrią wojsk estońskich (17-20 stycznia).
- 1920 – Alexandre Millerand został premierem Francji.
- 1925 – Japonia i ZSRR podpisały konwencję, na mocy której nawiązano stosunki dyplomatyczne oraz przywrócono w pełni postanowienia traktatu z Portsmouth z 1905 roku, kończącego wojnę rosyjsko-japońską.
- 1928 – Premiera filmu Październik: 10 dni, które wstrząsnęły światem w reżyserii Siergieja Eisensteina.
- 1930 – Na międzynarodowej konferencji w Hadze podpisano poprawiony projekt planu Younga, dotyczący spłat reparacji nałożonych na Niemcy po I wojnie światowej.
- 1934:
  - W Wiedniu odbyła się premiera operetki Giuditta Ferenca Lehára.
  - Założono japońskie przedsiębiorstwo fotograficzne Fujifilm.
- 1936 – Edward VIII został królem Wielkiej Brytanii.
- 1938 – Król Egiptu Faruk I ożenił się z Faridą.
- 1941 – W Sztokholmie uruchomiono komunikację trolejbusową.
- 1942 – II wojna światowa: rozpoczęła się konferencja w Wannsee.
- 1945 – Węgry podpisały bezwarunkową kapitulację i wypowiedziały wojnę Niemcom.
- 1951 – Około 4 tysięcy osób zginęło w wyniku erupcji wulkanu Mount Lamington w Papui-Nowej Gwinei.
- 1953 – Dwight Eisenhower został zaprzysiężony na 34. prezydenta USA.
- 1959 – Dokonano oblotu brytyjskiego samolotu pasażerskiego Vickers Vanguard.
- 1960 – Na Białorusi zlikwidowano obwód mołodeczański, ustanawiając istniejący do dziś regionalny podział administracyjny kraju.
- 1961 – John F. Kennedy został zaprzysiężony na 35. prezydenta USA.
- 1964 – Grupa The Beatles wydała swój pierwszy amerykański album Meet The Beatles!
- 1965 – Rozpoczął nadawanie ukraiński telewizyjny Pierwszy Kanał.
- 1967 – Ukazał się album Between the Buttons grupy The Rolling Stones.
- 1968 – Roman Polański ożenił się z Sharon Tate.
- 1969:
  - Czeski robotnik Josef Hlavatý dokonał w Pilźnie aktu samospalenia w proteście przeciwko interwencji wojsk Układu Warszawskiego w Czechosłowacji.
  - Richard Nixon został zaprzysiężony na 37. prezydenta USA.
  - Węgierski uczeń Sándor Bauer dokonał w Budapeszcie aktu samospalenia przeciwko obecności wojsk radzieckich na Węgrzech i Czechosłowacji.
- 1974:
  - W bazie sił powietrznych Edwards w Kalifornii, podczas testu naziemnego z dużą prędkością prototypu myśliwca wielozadaniowego F-16 pilot Phil Oestricher niemal stracił nad nim kontrolę i chcąc uniknąć katastrofy wzbił się w powietrze po czym wylądował bezpiecznie po 6-minutowym locie. Oficjalnego oblotu maszyny ten sam pilot dokonał 2 lutego tego roku.
  - W słowackich Tatrach Wysokich lawina zasypała 24 słowackich turystów, z których uratowano 12.
- 1976:
  - Libańska wojna domowa: oddziały muzułmańskie dokonały masakry kilkuset mieszkańców chrześcijańskiego miasta Ad-Damur.
  - W górach w Ekwadorze w katastrofie samolotu Hawker Siddeley HS 748 należącego do linii TAME zginęły 34 spośród 42 osób na pokładzie.
- 1977 – Jimmy Carter został zaprzysiężony na 39. prezydenta USA.
- 1978 – Wystrzelono radziecki bezzałogowy statek kosmiczny Progress 1.
- 1981:
  - Ronald Reagan został zaprzysiężony na 40. prezydenta USA.
  - Uwolniono zakładników przetrzymywanych od 4 listopada 1979 roku w ambasadzie amerykańskiej w Teheranie.
- 1982 – Weszła w życie nowa konstytucja Hondurasu.
- 1983:
  - Na Morzu Śródziemnym zatonął polski drobnicowiec „Kudowa Zdrój”. Zginęło 20 członków załogi, uratowano 8.
  - Odbyła się prezentacja Fiata Uno.
- 1985 – Wojna libańska: rozpoczęła się ewakuacja wojsk izraelskich z Libanu.
- 1985 – Paolo Maldini, w wieku 17 lat, zadebiutował w seniorskiej drużynie A.C. Milan, w zremisowanym 1:1 meczu z Udinese Calcio.
- 1986 – Na zdjęciach przesłanych przez sondę Voyager 2 odkryto Kordelię, jeden z księżyców Urana.
- 1989:
  - George H.W. Bush został zaprzysiężony na 41. prezydenta USA.
  - Założono Związek Polaków w Estonii.
- 1990 – Wojska radzieckie dokonały masakry demonstrantów w stolicy Azerbejdżanu Baku. Zginęło 130 osób, kilkaset zostało rannych.
- 1991 – OMON zaatakował i zajął łotewskie Ministerstwo Spraw Wewnętrznych w Rydze, zabijając 5 osób i raniąc 10.
- 1992 – W katastrofie francuskiego Airbusa A320 pod Strasburgiem zginęło 87 spośród 96 osób na pokładzie.
- 1993 – Bill Clinton został zaprzysiężony na 42. prezydenta USA.
- 1995:
  - Jean-Claude Juncker został premierem Luksemburga.
  - Oddano do użytku most wantowy Pont de Normandie przez Sekwanę, łączący miasta Hawr i Honfleur.
- 1996 – Odbyły się wybory na terenach Autonomii Palestyńskiej. Pierwszym prezydentem został wybrany Jasir Arafat.
- 2001:
  - George W. Bush został zaprzysiężony na 43. prezydenta USA.
  - Oskarżony o korupcję prezydent Filipin Joseph Estrada zrezygnował ze stanowiska. Zastąpiła go dotychczasowa wiceprezydent Gloria Macapagal-Arroyo.
- 2003 – Papież Jan Paweł II utworzył Ordynariat Polowy Słowacji.
- 2007:
  - 12 amerykańskich żołnierzy zginęło w katastrofie śmigłowca Sikorsky UH-60 Black Hawk w Bagdadzie.
  - Charles Rabemananjara został premierem Madagaskaru.
- 2008:
  - Micheil Saakaszwili został po raz drugi prezydentem Gruzji.
  - Telewizja AMC wyemitowała pierwszy odcinek serialu Breaking Bad.
- 2009:
  - Barack Obama został zaprzysiężony na 44. prezydenta USA.
  - Na Gwadelupie wybuchły zamieszki społeczne.
- 2010 – Wojna domowa w Rwandzie: rozpoczęła się ofensywa wojsk rwandyjskich przeciwko bojówkom FLDR na terenie Demokratycznej Republiki Konga.
- 2013 – Austriacy opowiedzieli się w referendum za pozostawieniem obowiązkowej zasadniczej służby wojskowej.
- 2014 – Domienti Kułumbiegow został premierem Osetii Południowej.
- 2015:
  - Edgar Lungu wygrał wybory prezydenckie w Zambii.
  - Ruch Huti dokonał zamachu stanu w Jemenie.
- 2017:
  - 17 osób zginęło, a 25 zostało rannych w katastrofie węgierskiego autokaru koło Werony.
  - Donald Trump został zaprzysiężony na 45. prezydenta USA.
- 2021 – Joe Biden został zaprzysiężony na 46. prezydenta USA
- 2024 – W anglikańskim kościele Marii Panny w Nottingham odbyła się konsekracja biskupia ks. Pauliny Hławiczki-Trotman na biskupa Luterańskiego Kościoła w Wielkiej Brytanii (LCiGB). W momencie konsekracji ks. Paulina Hławiczka-Trotman została pierwszą Polką na świecie, która objęła posługę biskupią w Kościele luterańskim[3].
- 2025 – Donald Trump został zaprzysiężony na 47. prezydenta USA.

## Urodzili się
- 225 – Gordian III, cesarz rzymski (zm. 244)
- 1292 – Elżbieta Przemyślidka, królowa Czech, tytularna królowa Polski (zm. 1330)
- 1430 – Johann Ferber, gdański patrycjusz, burmistrz Gdańska (zm. 1501)
- 1435 – Yoshimasa Ashikaga, japoński siogun (zm. 1490)
- 1488:
  - Sebastian Münster, niemiecko-szwajcarski hebraista, humanista, kosmograf, geograf, wydawca (zm. 1552)
  - Jan Jerzy Paleolog, markiz Montferratu (zm. 1533)
- 1499 – Sebastian Franck, niemiecki pisarz, wolnomyśliciel, teozof (zm. 1542)
- 1502 – Sebastian od Objawienia, hiszpański franciszkanin, błogosławiony (zm. 1600)
- 1554 – Sebastian I Aviz, król Portugalii (zm. 1578)
- 1562 – Ottavio Rinuccini, włoski poeta, librecista (zm. 1621)
- 1568 – Ventura Salimbeni, włoski malarz, rysownik (zm. 1613)
- 1573 – Simon Marius, niemiecki astronom (zm. 1624)
- 1586 – Johann Hermann Schein, niemiecki kompozytor (zm. 1630)
- 1588 – Francesco Gessi, włoski malarz (zm. 1649)
- 1603 – Federico Sforza, włoski kardynał (zm. 1676)
- 1609 – Carlo Ceresa, włoski malarz (zm. 1679)
- 1616 – Jerzy Sebastian Lubomirski, polski magnat, marszałek wielki koronny, hetman polny koronny (zm. 1667)
- 1624 – Françoise Marie de L’Hôpital, francuska szwaczka, kochanka i prawdopodobnie żona króla Jana Kazimierza (zm. 1711)
- 1628 – Henry Cromwell, angielski dowódca wojskowy, polityk (zm. 1674)
- 1636 – Maksymilian I, książę Hohenzollern-Sigmaringen (zm. 1689)
- 1647 – Hieronim Augustyn Lubomirski, polski magnat, hetman wielki koronny, hetman polny koronny, wojewoda krakowski, podskarbi wielki koronny, marszałek nadworny koronny (zm. 1706)
- 1654 – Michiel de Swaen, holenderski pisarz (zm. 1707)
- 1663 – Luca Carlevarijs, włoski malarz, rytownik (zm. 1730)
- 1664 – Giovanni Vincenzo Gravina, włoski pisarz, prawnik (zm. 1718)
- 1695 – Maria Kazimiera Sobieska (młodsza), polska szlachcianka, wnuczka Jana III (zm. 1723)
- 1698 – Ferdinand Julius von Troyer, czeski duchowny katolicki, biskup ołomuniecki, kardynał (zm. 1758)
- 1716:
  - Jean-Jacques Barthélemy, francuski literat, lingwista, numizmatyk, badacz starożytności (zm. 1795)
  - Karol III Burbon, król Hiszpanii (zm. 1788)
- 1724 – Philippe-Henri de Ségur, francuski dowódca wojskowy, marszałek Francji, polityk (zm. 1801)
- 1732 – Richard Henry Lee, amerykański prawnik, polityk, senator (zm. 1794)
- 1734:
  - Charles Alexandre de Calonne, francuski ekonomista, polityk (zm. 1802)
  - Robert Morris, amerykański polityk, senator (zm. 1806)
- 1738 – Ippolito Antonio Vincenti Mareri, włoski kardynał (zm. 1811)
- 1750 – Luiza Oldenburg, księżniczka duńska i norweska, księżna Hesji-Kassel (zm. 1831)
- 1751 – Ferdynand I, książę Parmy (zm. 1802)
- 1758 – Marie-Anne Paulze Lavoisier, francuska ilustratorka, tłumaczka, chemik (zm. 1836)
- 1770 – Henry Digby, brytyjski oficer marynarki (zm. 1842)
- 1773 – Heinrich Theodor von Schön, pruski polityk (zm. 1856)
- 1775 – André Ampère, francuski fizyk, matematyk, wykładowca akademicki (zm. 1836)
- 1783 – Friedrich Dotzauer, niemiecki wiolonczelista, kompozytor (zm. 1860)
- 1789 – Ignacy Zawadzki, polski szlachcic, polityk (zm. 1875)
- 1793 – Karol Sienkiewicz, polski poeta, tłumacz, historyk, wydawca, publicysta, działacz społeczno-polityczny (zm. 1860)
- 1796 – Jacques-Marie-Adrien-Césaire Mathieu, francuski duchowny katolicki, arcybiskup Besançon, kardynał (zm. 1875)
- 1797 – Ferdynand Chotomski, polski poeta, tłumacz, publicysta, malarz, humorysta (zm. 1880)
- 1801:
  - Hippolyte Bayard, francuski pionier fotografii (zm. 1887)
  - Jan Czyński, polski działacz niepodległościowy, publicysta (zm. 1867)
  - Alexandre Dechet, francuski aktor, rewolucjonista (zm. 1830)
- 1802 – Ignacy (Żelezowski), rosyjski biskup prawosławny (zm. 1872)
- 1803 – Johann Jakob Stehlin (1803–1879), szwajcarski architekt, polityk (zm. 1879)
- 1806 – Nathaniel Parker Willis, amerykański prozaik, poeta, wydawca (zm. 1867)
- 1809 – Andrzej (Șaguna), rumuński biskup prawosławny, metropolita Siedmiogrodu i Węgier, święty (zm. 1873)
- 1814:
  - Alfred Piper, pruski polityk (zm. 1892)
  - Wsiewołod Pomierancew, rosyjski generał-lejtnant (zm. 1885)
  - David Wilmot, amerykański prawnik, abolicjonista, polityk, senator (zm. 1868)
- 1820:
  - Alexandre-Émile Béguyer de Chancourtois, francuski chemik, mineralog, geolog, wykładowca akademicki (zm. 1886)
  - Wilhelm Paul Corssen, niemiecki filolog, językoznawca, historyk starożytności, etruskolog, wykładowcaakademicki  (zm. 1875)
- 1826 – William Bonaparte-Wyse, irlandzki żołnierz, poeta (zm. 1892)
- 1832 – Frances Margaret Taylor, brytyjska pielęgniarka, Służebnica Boża (zm. 1900)
- 1833 – Roman Plenkiewicz, polski historyk literatury, encyklopedysta, literat (zm. 1910)
- 1842:
  - Miklós Konkoly-Thege, węgierski fizyk, astronom (zm. 1916)
  - Paul Peytral, francuski polityk (zm. 1919)
- 1843 – Pierre Cambon, francuski polityk, dyplomata (zm. 1924)
- 1845 – Seweryn Perkowski, polski chirurg, urolog, wenerolog (zm. 1907)
- 1847:
  - Mary Hunt Affleck, amerykańska poetka (zm. 1932)
  - Fridrichas Martynas Mačiulis, litewski polityk (zm. ?)
- 1848:
  - Helena Cholewicka, polska tancerka baletowa (zm. 1883)
  - Walenty Działowski, polski rymarz, działacz społeczny, uczestnik powstania styczniowego (zm. 1918)
  - Aleksandre Kazbegi, gruziński pisarz (zm. 1893)
  - Anton von Leclair, austriacki filozof, bibliotekarz, pedagog (zm. 1919)
- 1855:
  - Ernest Chausson, francuski kompozytor (zm. 1899)
  - Ludwik Solski, polski aktor, reżyser teatralny (zm. 1954)
- 1863 – Józef Hudec, polski związkowiec, polityk (zm. 1915)
- 1865:
  - Yvette Guilbert, francuska piosenkarka, aktorka (zm. 1944)
  - Mychajło Tuhan-Baranowski, ukraiński ekonomista, historyk gospodarki, polityk (zm. 1919)
  - Fryderyk Waldeck-Pyrmont, niemiecki arystokrata (zm. 1946)
- 1866:
  - Euclides da Cunha, brazylijski pisarz (zm. 1909)
  - Leon Kryński, polski chirurg, urolog (zm. 1937)
- 1868:
  - Muhammad Farid, egipski prawnik, działacz narodowy (zm. 1919)
  - Keisuke Okada, japoński admirał, polityk (zm. 1952)
- 1869 – Nikola Mandić, chorwacki prawnik, polityk, premier Niezależnego Państwa Chorwackiego (zm. 1945)
- 1871 – Adolf Kamienobrodzki, polski architekt (zm. 1946)
- 1873 – Johannes Jensen, duński prozaik, poeta, laureat Nagrody Nobla (zm. 1950)
- 1874 – Helena, rosyjska mniszka prawosławna (zm. 1950)
- 1876 – Józef Hofmann, polski wynalazca, pianista, kompozytor, pedagog (zm. 1957)
- 1877 – Jean Lhermitte, francuski neurolog, psychiatra (zm. 1959)
- 1879 – Ruth St. Denis, amerykańska tancerka (zm. 1968)
- 1880:
  - Walter W. Bacon, amerykański polityk (zm. 1962)
  - Oscar Cox, brazylijski piłkarz, trener (zm. 1931)
  - Max Schöne, niemiecki pływak (zm. 1961)
- 1881:
  - Joaquín García Monge, kostarykański nauczyciel, pisarz, polityk (zm. 1958)
  - Ewgeni Gegeczkori, gruziński polityk (zm. 1954)
- 1882:
  - Sebastião Leme da Silveira Cintra, brazylijski duchowny katolicki, arcybiskup São Sebastião do Rio de Janeiro, kardynał (zm. 1942)
  - Seweryn Ludkiewicz, polski polityk, minister rolnictwa (zm. 1964)
  - Johnny Torrio, amerykański gangster pochodzenia włoskiego (zm. 1957)
  - Konrad Winkler, polski szermierz, malarz, krytyk i teoretyk sztuki (zm. 1962)
- 1883 – Bertram Ramsay, brytyjski admirał (zm. 1945)
- 1884:
  - Iwan Feszczenko-Czopiwski, ukraiński inżynier, metaloznawca, metalurg (zm. 1952)
  - Abraham Merritt, amerykański pisarz (zm. 1943)
- 1888:
  - Willibald Wiers-Keiser, niemiecki polityk, prezydent Gdańska (zm. 1944)
  - Leadbelly, amerykański muzyk folkowy i bluesowy (zm. 1949)
- 1890 – Pawieł Buszujew, radziecki polityk (zm. 1937)
- 1891 – Mischa Elman, amerykański skrzypek pochodzenia rosyjskiego (zm. 1967)
- 1892:
  - Jan Schramm, polski kupiec, major (zm. po 1939)
  - Bronisław Taraszkiewicz, białoruski językoznawca, tłumacz, działacz społeczny, polityk, poseł na Sejm RP (zm. 1938)
- 1893 – Georg Åberg, szwedzki lekkoatleta, trójskoczek (zm. 1946)
- 1895:
  - Johann Böhm, niemiecki chemik (zm. 1952)
  - Franciszek Chyb, polski polityk, poseł, legionista, żołnierz ZWZ-AK (zm. 1978)
- 1896:
  - George Burns, amerykański aktor, scenarzysta filmowy (zm. 1996)
  - Elmer Diktonius, fiński prozaik, poeta, kompozytor, krytyk muzyczny i literacki (zm. 1961)
  - Fabijan Akinczyc, białoruski działacz narodowy, polityk (zm. 1943)
  - Paweł Ponka, polski lutnik (zm. 1979)
  - Marian Walentynowicz, polski rysownik, karykaturzysta, architekt (zm. 1967)
- 1897:
  - Gordiej Lewczenko, radziecki admirał (zm. 1981)
  - Zygmunt Sajna, polski duchowny katolicki, męczennik, błogosławiony (zm. 1940)
- 1898 – Florian Kapsa, polski oficer (zm. 1940)
- 1899:
  - Armas Toivonen, fiński lekkoatleta, długodystansowiec (zm. 1973)
  - Sunao Tokunaga, japoński pisarz, publicysta (zm. 1958)
- 1900:
  - Colin Clive, brytyjski aktor (zm. 1937)
  - Karl Hanisch, austriacki florecista (zm. 1957)
  - Otylia Szczukowska, polska rzeźbiarka (zm. 1974)
- 1901:
  - Louis Boyer, francuski astronom (zm. 1999)
  - Étienne Hirsch, francuski inżynier, menedżer, urzędnik państwowy pochodzenia żydowskiego (zm. 1994)
- 1902:
  - Leon Ames, amerykański aktor (zm. 1993)
  - Adam Piotr Skoczylas, polski zootechnik, wykładowca akademicki (zm. 1975)
  - Stanisław Stefański, polski inżynier, rzemieślnik, polityk, poseł do KRN, na Sejm Ustawodawczy i Sejm PRL (zm. 1977)
- 1903 – Wiktor Wiśniowski, polski inżynier mechanik, konstruktor, wykładowca akademicki (zm. 1990)
- 1904:
  - Józef Jankowiak, polski balneolog, wykładowca akademicki (zm. 1984)
  - Alfred Lindley, amerykański wioślarz, wspinacz, prawnik, oficer (zm. 1951)
  - Alf Pedersen, norweski bokser (zm. 1925)
- 1905:
  - Herbert Bowden, brytyjski arystokrata, polityk (zm. 1994)
  - Władysław Strzelecki, polski filolog klasyczny, wykładowca akademicki (zm. 1967)
- 1906 – Joachim Rademacher, niemiecki piłkarz wodny, pływak (zm. 1970)
- 1907:
  - Kazimierz Grelewski, polski duchowny katolicki, męczennik, błogosławiony (zm. 1942)
  - Philip Slone, amerykański piłkarz (zm. 2003)
  - Jorgjia Truja, albańska śpiewaczka operowa (sopran liryczny) (zm. 1995)
  - Roy Welensky, rodezyjski polityk, wicepremier i premier Federacji Rodezji i Niasy (zm. 1991)
  - Paula Wessely, austriacka aktorka (zm. 2000)
- 1908:
  - Stanisław Czerniec, polski duchowny katolicki, prałat, kanonik kapituły brzozowskiej (zm. 1986)
  - Rudolf Risch, niemiecki kolarz szosowy (zm. 1944)
- 1909:
  - Carlos Delgado Chalbaud, wenezuelski pułkownik, szef junty (zm. 1950)
  - Franciszek Depa, polski rolnik, polityk, poseł na Sejm PRL (zm. 1982)
- 1910:
  - Joy Adamson, brytyjska przyrodniczka, rysowniczka, pisarka pochodzenia austriackiego (zm. 1980)
  - Silvio Confortola, włoski biegacz narciarski (zm. 2003)
  - Władysław Rut, polski artysta fotograf (zm. 1985)
- 1911:
  - Alfredo Foni, włoski piłkarz, trener (zm. 1985)
  - Eddie Schroeder, amerykański łyżwiarz szybki (zm. 2005)
- 1912:
  - Pantelejmon (Mitriukowski), rosyjski biskup prawosławny (zm. 1993)
  - Egon Schein, niemiecki lekkoatleta, sprinter (zm. 1977)
- 1913:
  - Jan Kajus Andrzejewski, polski harcmistrz, podpułkownik, uczestnik powstania warszawskiego (zm. 1944)
  - Odd Frantzen, norweski piłkarz (zm. 1977)
  - Władimir Kirillin, radziecki fizyk, polityk (zm. 1999)
  - Stanisław Miedza-Tomaszewski, polski rysownik, plastyk, grafik, architekt wnętrz, żołnierz AK, uczestnik powstania warszawskiego (zm. 2000)
- 1914:
  - Ignacy Loga-Sowiński, polski związkowiec, polityk, poseł na Sejm PRL (zm. 1992)
  - Kazimierz Śramkiewicz, polski malarz, pedagog (zm. 1998)
- 1915:
  - Stefan Mustafa Abramowicz, polski ułan, porucznik (zm. 2018)
  - C.W. Ceram, niemiecki pisarz, dziennikarz (zm. 1972)
  - Ghulam Ishaq Khan, pakistański polityk, prezydent Pakistanu (zm. 2006)
- 1916 – Izolda Kowalska-Kiryluk, polska działaczka komunistyczna (zm. 1984)
- 1917:
  - Antanas Barkauskas, litewski ekonomista, polityk komunistyczny (zm. 2008)
  - Arkadiusz Bondarczuk, polski sierżant pilot (zm. 1943)
  - Zygmunt Kęska, polski porucznik, żołnierz ZWZ-AK i WiN (zm. 1946)
- 1918:
  - Ion Frunzetti, rumuński antropolog kultury, historyk sztuki (zm. 1985)
  - Jan Kęsik, polski żołnierz BCh (zm. 1943)
- 1919 – Czesław Turski, polski kardiochirurg, torakochirurg, transplantolog (zm. 2000)
- 1920:
  - Michaił Budyko, rosyjski klimatolog, geofizyk, geograf (zm. 2001)
  - Federico Fellini, włoski reżyser i scenarzysta filmowy (zm. 1993)
  - DeForest Kelley, amerykański aktor (zm. 1999)
  - Krystjo Mirski, bułgarski reżyser teatralny (zm. 1978)
  - Thorleif Schjelderup, norweski skoczek narciarski, pisarz (zm. 2006)
  - Jan Ziemski, polski malarz (zm. 1988)
- 1921:
  - Bernt Engelmann, niemiecki pisarz (zm. 1994)
  - Jacques Ferron, kanadyjski lekarz, pisarz, eseista (zm. 1985)
  - Rudolf Juzek, polski polityk, poseł na Sejm PRL (zm. 1981)
  - Rudolf Luster, niemiecki prawnik, polityk, samorządowiec (zm. 2000)
  - Telmo Zarra, hiszpański piłkarz narodowości baskijskiej (zm. 2006)
- 1922:
  - Jerzy Bek, polski kolarz torowy (zm. 2003)
  - Klaas Carel Faber, niemiecki zbrodniarz wojenny (zm. 2012)
  - John Hick, brytyjski filozof, teolog (zm. 2012)
  - Janina Niedźwiecka, polska montażystka filmowa (zm. 2004)
  - Janusz Przymanowski, polski pułkownik, prozaik, poeta, dziennikarz, tłumacz, scenarzysta filmowy, polityk, poseł na Sejm PRL (zm. 1998)
  - Graham Stark, brytyjski aktor (zm. 2013)
- 1923:
  - José Sebastián Laboa Gallego, hiszpański duchowny katolicki, arcybiskup, nuncjusz apostolski (zm. 2002)
  - Julian Pałka, polski artysta grafik (zm. 2002)
  - Christofor Plijew, osetyjski kompozytor (zm. 1992)
- 1924:
  - Zdzisław Sierpiński, polski dziennikarz i krytyk muzyczny (zm. 2004)
  - Jerzy Tomaszewski, polski artysta fotografik (zm. 2016)
- 1925:
  - Ernesto Cardenal, nikaraguański duchowny katolicki, poeta, polityk (zm. 2020)
  - Eugen Gomringer, szwajcarski poeta, eseista
  - Haxhi Tafaj, albański śpiewak operowy (baryton) (zm. 2005)
- 1926:
  - Henry Sebastian D’Souza, indyjski duchowny katolicki, arcybiskup Kalkuty (zm. 2016)
  - Bernard Lavalette, francuski aktor (zm. 2019)
  - Zofia Melechówna, polska aktorka (zm. 2023)
  - Patricia Neal, amerykańska aktorka (zm. 2010)
  - Borys Romanczenko, ukraiński aktywista (zm. 2022)
  - John Michael Sherlock, kanadyjski duchowny katolicki, biskup Londonu (zm. 2019)
  - David Tudor, amerykański kompozytor, pianista (zm. 1996)
  - Witalij Worotnikow, rosyjski polityk, premier Rosyjskiej FSRR (zm. 2012)
  - Andrzej Zbierski, polski archeolog (zm. 2013)
- 1927:
  - Per-Arne Berglund, szwedzki lekkoatleta, oszczepnik (zm. 2002)
  - Paolo Giglio, maltański duchowny katolicki, arcybiskup (zm. 2016)
  - Manuel da Silva Martins, portugalski duchowny katolicki, biskup Setúbal (zm. 2017)
  - Czesław Zając, polski strzelec sportowy
- 1929:
  - Jimmy Cobb, amerykański perkusista jazzowy (zm. 2020)
  - Jean-Jacques Perrey, francuski twórca muzyki elektronicznej (zm. 2016)
  - Fireball Roberts, amerykański kierowca wyścigowy (zm. 1964)
- 1930:
  - Buzz Aldrin, amerykański pułkownik lotnictwa, astronauta
  - Egon Bondy, czeski prozaik, poeta, filozof (zm. 2007)
  - Henryk Mąka, polski pisarz, reportażysta, publicysta (zm. 2016)
  - Stanisław Schoen-Wolski, polski dziennikarz, publicysta, prezenter telewizyjny (zm. 2005)
  - Józef Ścibor, polski duchowny katolicki, redemptorysta, teolog, muzykolog (zm. 2017)
- 1931:
  - Sawako Ariyoshi, japońska pisarka (zm. 1984)
  - Ida Blom, norweska historyk (zm. 2016)
  - David M. Lee, amerykański fizyk, laureat Nagrody Nobla
- 1932:
  - Finn Alnæs, norweski pisarz, dziennikarz (zm. 1991)
  - Frank Arok, serbski piłkarz, trener pochodzenia węgierskiego (zm. 2021)
  - King Coleman, amerykański wokalista i muzyk rhythm and bluesowy (zm. 2010)
  - Tadeusz Jasiński, polski inżynier kolejnictwa, przedsiębiorca, działacz społeczny i sportowy (zm. 2018)
  - Ludwik Miętta-Mikołajewicz, polski koszykarz, trener, działacz sportowy
  - Aleksandr Własow, radziecki polityk, premier Rosyjskiej FSRR (zm. 2002)
- 1933:
  - Artur Dziak, polski ortopeda, lekarz sportowy
  - Kazimierz Szeląg, polski generał brygady (zm. 2024)
  - Don Thompson, brytyjski lekkoatleta, chodziarz (zm. 2006)
- 1934:
  - Tom Baker, brytyjski aktor
  - Mariusz Karpowicz, polski historyk sztuki, wykładowca akademicki (zm. 2015)
  - Billy McAdams, północnoirlandzki piłkarz (zm. 2002)
  - Michał Sachanbiński, polski geolog, wykładowca akademicki
- 1935 – Ugo Benelli, włoski śpiewak operowy (tenor)
- 1936:
  - Edward Feigenbaum, amerykański informatyk pochodzenia żydowskiego
  - Joe Hayes, angielski piłkarz (zm. 1999)
  - Szota Lomidze, gruziński zapaśnik (zm. 1993)
  - Jerzy Niewodniczański, polski fizyk, geofizyk, wykładowca akademicki
  - Vitório Pavanello, brazylijski duchowny katolicki, arcybiskup Campo Grande
  - Ajno Puronen, rosyjska kolarka szosowa i torowa
  - Artur Rogowski, polski żołnierz, strzelec sportowy, trener (zm. 2018)
  - Barbara Rylska, polska aktorka (zm. 2025)
  - Frances Shand Kydd, brytyjska arystokratka (zm. 2004)
- 1937:
  - Bailey Howell, amerykański koszykarz
  - Jarosława Jóźwiakowska, polska siatkarka, lekkoatletka, skoczni wzwyż
  - Jan Lutomski, polski pływak (zm. 2016)
  - Jacek Maziarski, polski dziennikarz, publicysta, polityk, poseł na Sejm RP (zm. 2009)
  - Albert-Marie de Monléon, francuski duchowny katolicki, biskup Meaux (zm. 2019)
- 1938:
  - William Berger, austriacki aktor (zm. 1993)
  - Helmut Nowak, polski piłkarz (zm. 2020)
  - Jerzy Wojciechowski, polski szpadzista
- 1939:
  - Krystyna Mazurówna, polska tancerka, choreografka, dziennikarka
  - Chandra Wickramasinghe, brytyjski astronom, matematyk, biolog pochodzenia lankijskiego
- 1940:
  - Jana Brejchová, czeska aktorka
  - Erik Dyreborg, duński piłkarz (zm. 2013)
  - Dionizy Garbacz, polski dziennikarz, publicysta, wydawca
  - Carol Heiss, amerykańska łyżwiarka figurowa
  - Jorge Peixinho, portugalski kompozytor (zm. 1995)
  - Édouard des Places, francuski rolnik, samorządowiec, polityk (zm. 2019)
  - František Poláček, czeski bokser (zm. 2017)
  - Mandé Sidibé, malijski bankier, polityk, premier Mali (zm. 2009)
- 1941:
  - Jacek Domański, polski aktor
  - Henryk Goryszewski, polski polityk, prawnik, poseł na Sejm i wicepremier RP
- 1942:
  - Jürgen Bachmann, niemiecki pływak
  - Sławomir Worotyński, polski poeta (zm. 1983)
- 1943:
  - Louis Cardiet, francuski piłkarz (zm. 2020)
  - Einar Førde, norweski polityk (zm. 2004)
  - Armando Guebuza, mozambicki polityk, prezydent Mozambiku
- 1944:
  - Adam Lisewski, polski florecista, działacz sportowy (zm. 2023)
  - Włodzimierz Szymański, polski dyrygent (zm. 2024)
  - Konstanty Ślusarczyk, polski lekarz, anatom, neurochirurg, wykładowca akademicki
- 1945:
  - Gianni Amelio, włoski reżyser i scenarzysta filmowy
  - Momčilo Krajišnik, serbski polityk, zbrodniarz wojenny (zm. 2020)
  - Christopher Martin-Jenkins, brytyjski dziennikarz sportowy (zm. 2013)
  - George F. Smoot, amerykański astrofizyk, kosmolog, laureat Nagrody Nobla
  - Marian Zimiński, polski kompozytor, muzyk (zm. 1997)
- 1946:
  - Petr Hannig, czeski piosenkarz, producent muzyczny, polityk (zm. 2025)
  - David Lynch, amerykański reżyser, producent i scenarzysta filmowy (zm. 2025)
  - Sasha Montenegro, meksykańska aktorka (zm. 2024)
  - Valdo Spini, włoski pisarz, publicysta, polityk
- 1947:
  - Dag Jostein Fjærvoll, norweski polityk (zm. 2021)
  - Riccardo Fontana, włoski duchowny katolicki, biskup Arezzo-Cortona-Sansepolcro, arcybiskup ad personam
  - Cyrille Guimard, francuski kolarz szosowy, torowy i przełajowy
  - Kateryna Waszczuk, ukraińska polityk
- 1948:
  - Helena Cholewicka, polska tancerka (zm. 1883)
  - Nancy Kress, amerykańska pisarka science fiction i fantasy
  - Ryszard Setnik, polski polityk, poseł na Sejm RP
  - Lech Sołuba, polski aktor (zm. 2024)
- 1949:
  - Henryk Kroll, polski polityk pochodzenia niemieckiego, poseł na Sejm RP
  - Göran Persson, szwedzki polityk, premier Szwecji
- 1950:
  - Jan T. Czech, polski twórca ekslibrisów
  - Jerzy Łysk, polski poeta, kompozytor, piosenkarz, animator kultury
  - Mahamane Ousmane, nigerski polityk, prezydent Nigru
  - Nicolae-Vlad Popa, rumuński prawnik, polityk
  - Marian Prudzienica, polski wiceadmirał
  - Serhij Ryżuk, ukraiński polityk
  - Mieczysław Teodorczyk, polski samorządowiec, marszałek województwa łódzkiego
- 1951:
  - Shelley Berkley, amerykańska polityk, kongreswoman, burmistrz Las Vegas
  - Ian Hill, brytyjski basista, członek zespołu Judas Priest
  - Ryszard Skibiński, polski muzyk, członek zespołu Kasa Chorych (zm. 1983)
- 1952:
  - Irina Allegrowa, rosyjska piosenkarka, aktorka
  - Władimir Chotinienko, rosyjski aktor, reżyser i scenarzysta filmowy
  - Dave Fennoy, amerykański aktor głosowy
  - Ute Hommola, niemiecka lekkoatletka, oszczepniczka
  - Henryk Olszewski, polski trener lekkoatletki
  - Paul Stanley, amerykański muzyk, wokalista, członek zespołu Kiss
  - Zbigniew Stec, polski malarz (zm. 2014)
  - Wyłczo Stoew, bułgarski lekkoatleta, kulomiot
  - Rimas Tuminas, litewski reżyser teatralny (zm. 2024)
- 1953:
  - Robin McAuley, irlandzki piosenkarz
  - Filipe Neri Ferrão, indyjski duchowny katolicki, arcybiskup Goa i Damanu, patriarcha Wschodnich Indii
  - John Robertson, szkocki piłkarz
- 1954:
  - Dorina Cătineanu, rumuńska lekkoatletka, skoczkini w dal
  - Marit Myrmæl, norweska biegaczka narciarska
  - Ken Page, amerykański aktor (zm. 2024)
- 1955:
  - McKeeva Bush, kajmański polityk, szef rządu Kajmanów
  - Maria Rybarczyk, polska aktorka
- 1956:
  - Bill Maher, amerykański komik
  - John Naber, amerykański pływak
  - Rodolfo Rodríguez, urugwajski piłkarz, bramkarz
  - Franz Tost, austriacki kierowca wyścigowy, dyrektor sportowy zespołu F1 Scuderia Toro Rosso
- 1957:
  - Ału Ałchanow, czeczeński polityk, prezydent Czeczenii
  - Michael Veith, niemiecki narciarz alpejski
  - Jewgienij Władimirow, kazachski szachista, trener
  - Jeff Wood, amerykański kierowca wyścigowy
- 1958:
  - Bogdan Borkowski, polski prawnik, adwokat, samorządowiec, prezydent Kielc
  - Agnieszka Krzepińska, polska lekkoatletka, sprinterka
  - Lorenzo Lamas, argentyńsko-amerykański aktor
  - Janusz Moryś, polski neurobiolog
  - Płamen Panajotow, bułgarski prawnik, polityk
  - Luis Fernando Tena, meksykański piłkarz, trener
  - Jan (Timofiejew), rosyjski biskup prawosławny
  - Hiroaki Zakōji, japoński pianista, kompozytor (zm. 1987)
- 1959:
  - Acácio, brazylijski piłkarz
  - Alfred Agyenta, ghański duchowny katolicki, biskup Navrongo–Bolgatanga
  - Rusty Anderson, amerykański gitarzysta
  - Mirosław Dragan, polski piłkarz, trener
  - Antonio D’Amico, włoski model, projektant mody (zm. 2022)
  - Jurij Kaszyrin, rosyjski kolarz szosowy
  - Joel Rifkin, amerykański seryjny morderca
  - Robert Salvatore, amerykański pisarz
  - Jacek Taraszkiewicz, polski historyk, pedagog (zm. 2022)
- 1960:
  - Falk Boden, niemiecki kolarz szosowy
  - Edmar, brazylijski piłkarz
  - Paweł Ferenc, polski artysta fotograf
  - Ján Figeľ, słowacki inżynier, polityk
  - Kij Johnson, amerykańska pisarka fantasy
  - Elijah Doro Muala, salomoński polityk
  - Apa Sherpa, nepalski himalaista
  - Will Wright, amerykański projektant gier komputerowych
- 1961:
  - Uriah Grant, jamajski bokser
  - Gerry Gray, kanadyjski piłkarz, trener pochodzenia szkockiego
  - Vincent Jordy, francuski duchowny katolicki, biskup Saint-Claude
  - Piotr Polak, polski rolnik, samorządowiec, polityk, poseł na Sejm RP
  - Josefina Vázquez Mota, meksykańska polityk
  - Patricio Yáñez, chilijski piłkarz
- 1962:
  - Aleksandra Bacińska, polska poetka, autorka tekstów piosenek
  - Neil Banfield, angielski piłkarz, trener
  - Mariusz Grzegorzek, polski scenarzysta, reżyser teatralny i filmowy, grafik, realizator telewizyjny
- 1963:
  - Domenico Battaglia, włoski duchowny katolicki, biskup Cerreto Sannita-Telese-Sant’Agata de’ Goti
  - James Denton, amerykański aktor
- 1964:
  - Gregor Golobič, słoweński polityk
  - Ron Harper, amerykański koszykarz
  - Piotr Kłodkowski, polski orientalista, dziennikarz, dyplomata
  - Željko Komšić, bośniacki polityk, przewodniczący Prezydium Bośni i Hercegowiny
  - Luboš Kubík, czeski piłkarz, trener
  - Roger Smith, bahamski tenisista
  - Fareed Zakaria, amerykański politolog, publicysta pochodzenia indyjskiego
- 1965:
  - Colin Calderwood, szkocki piłkarz, trener
  - Gregory Kriesel, amerykański basista, członek zespołu The Offspring
  - Sophie Rhys-Jones, członkini brytyjskiej rodziny królewskiej
  - David Rivers, amerykański koszykarz
  - Heather Small, brytyjska piosenkarka
- 1966:
  - Beata Andrzejczuk, polska pisarka
  - Jarosław Dubicki, polski koszykarz
  - Tracii Guns, amerykański gitarzysta, członek zespołów: Guns N’ Roses, L.A. Guns, Contraband i Brides of Destruction
  - Chris Morris, amerykański koszykarz
  - Peter Tschentscher, niemiecki polityk, burmistrz Hamburga
  - Rainn Wilson, amerykański aktor
- 1967:
  - Ivar Bern, norweski szachista
  - Wigald Boning, niemiecki aktor, kompozytor, muzyk
  - Stacey Dash, amerykańska aktorka
  - Agnes Kant, holenderska polityk
  - Jerwand Sukiasjan, ormiański piłkarz
  - Hosejn Szahabi, irański reżyser i scenarzysta filmowy (zm. 2023)
  - Serhij Szmatowałenko, ukraiński piłkarz, trener
  - Didier Tarquin, francuski rysownik komiksów
- 1968:
  - Muchammedkałyj Abyłgazijew, kirgiski polityk, premier Kirgistanu
  - Jacek Gomólski, polski żużlowiec (zm. 2021)
  - Dieter Moherndl, niemiecki snowboardzista
- 1969:
  - Marius Barnard, południowoafrykański tenisista
  - Andre Cason, amerykański lekkoatleta, sprinter
  - Mari Högqvist, szwedzka curlerka
  - Nicky Wire, brytyjski basista, autor tekstów, członek zespołu Manic Street Preachers
- 1970:
  - Marvin Benard, nikaraguański baseballista
  - Hermes Desio, argentyński piłkarz
  - Wiaczesław Gorpiszyn, rosyjski piłkarz ręczny
  - Branka Katić, serbska aktorka
  - Toni Miczewski, macedoński piłkarz
  - Wojciech Romaniuk, polski przedsiębiorca, polityk, poseł na Sejm RP
  - Håkan Svensson, szwedzki piłkarz, bramkarz
  - Skeet Ulrich, amerykański aktor
- 1971:
  - Gary Barlow, brytyjski wokalista, muzyk, autor tekstów, producent muzyczny
  - Derrick Green, amerykański wokalista, członek zespołu Sepultura
  - Paul Masvidal, amerykański muzyk
  - Agnieszka Stańczyk, polska lekkoatletka, trójskoczkini
- 1972:
  - Ludmiła Gałkina, rosyjska lekkoatletka, skoczkini w dal
  - Missy Giove, amerykańska kolarka górska
  - Nikki Haley, amerykańska polityk, dyplomata pochodzenia indyjskiego
  - Hüseyin Özkan, turecki judoka
- 1973:
  - Matylda d’Udekem d’Acoz, królowa Belgów
  - Artur Paprota, polski samorządowiec, wicemarszałek województwa dolnośląskiego
  - Aneta Skarba, polska lekkoatletka, sprinterka
  - Eryk Smulewicz, polski polityk, przedsiębiorca, senator RP
- 1974:
  - Jewgienij Charłaczow, rosyjski piłkarz
  - Marc Narciso Dublan, hiszpański szachista
  - Alvin Harrison, amerykański lekkoatleta, sprinter
  - Vjekoslav Kobešćak, chorwacki piłkarz wodny
  - Florian Maurice, francuski piłkarz
- 1975:
  - Hykmete Bajrami, kosowska polityk,
  - Norberto Fontana, argentyński kierowca wyścigowy
  - Zac Goldsmith, brytyjski działacz ekologiczny, polityk
  - Osama Nabih, egipski piłkarz
  - Ryan Sullivan, australijski żużlowiec
  - Hadrian Filip Tabęcki, polski kompozytor, pianista, producent muzyczny
  - Dick Tärnström, szwedzki hokeista, trener
  - Rake Yohn, amerykański chemik, osobowość telewizyjna
- 1976:
  - Conchita Martínez Granados, hiszpańska tenisistka
  - Paweł Kozendra, polski hokeista
  - Marcin Romanowski, polski prawnik, urzędnik państwowy
  - Anastasija Wołoczkowa, rosyjska tancerka baletowa
- 1977:
  - Fabián Coelho, urugwajski piłkarz
  - Chatia Dekanoidze, gruzińska i ukraińska polityk
  - DJ Mehdi, francuski didżej, producent muzyczny (zm. 2011)
  - Robert Ibertsberger, austriacki piłkarz
  - Liivo Leetma, estoński piłkarz
  - Izabela Lubczyńska, polska judoczka
  - Krzysztof Szewczyk, polski koszykarz, trener
  - Ilian Stojanow, bułgarski piłkarz
  - Sid Wilson, amerykański muzyk, didżej
- 1978:
  - Nancy Contreras, meksykańska kolarka torowa
  - Wołodymyr Hrojsman, ukraiński samorządowiec, polityk, premier Ukrainy pochodzenia żydowskiego
  - Igor Kwiatkowski, polski artysta kabaretowy
  - Silvio Olteanu, rumuński bokser
  - Biljana Pawłowa-Dimitrowa, bułgarska tenisistka
  - Clayton Stanley, amerykański siatkarz
  - Omar Sy, francuski aktor, komik pochodzenia senegalsko-maurytyjskiego
  - Jovan Tanasijević, czarnogórski piłkarz
  - Jochem Verberne, holenderski wioślarz
  - Luciano Zauri, włoski piłkarz
- 1979:
  - Rob Bourdon, amerykański muzyk, członek zespołu Linkin Park
  - Yuu Shiroyama, japoński gitarzysta, członek zespołu The Gazette
  - Will Young, brytyjski piosenkarz
- 1980:
  - Cristián Álvarez, chilijski piłkarz
  - Dorota Bayer, polska szachistka
  - Joo Se-hyuk, południowokoreański tenisista stołowy
  - Damian Moszczyński, polski piłkarz ręczny
  - Petra Rampre, słoweńska tenisistka
  - Maksym Starcew, ukraiński piłkarz, bramkarz
  - Matthew Tuck, brytyjski muzyk, wokalista, członek zespołu Bullet for My Valentine
- 1981:
  - Daniel Cudmore, kanadyjski aktor
  - Owen Hargreaves, angielski piłkarz pochodzenia kanadyjskiego
  - Juha Kylmänen, fiński muzyk, wokalista, członek zespołu Reflexion
  - Crystal Lowe, kanadyjska aktorka
  - Jason Richardson, amerykański koszykarz
  - Martin Škaroupka, czeski perkusista, klawiszowiec, członek zespołów Cradle of Filth i Masterplan
  - Balz Weber, szwajcarski kolarz górski
- 1982:
  - Serghei Covalciuc, mołdawski piłkarz pochodzenia ukraińskiego
  - Fredrik Strømstad, norweski piłkarz
  - Erin Wasson, amerykańska modelka, stylistka, projektantka mody
  - Pierre Webó, kameruński piłkarz
  - Tomasz Wisio, polski piłkarz
- 1983:
  - Maksim Kondratjew, rosyjski hokeista
  - Germaine Mason, jamajski lekkoatleta, skoczek wzwyż (zm. 2017)
  - Stephen Moore, australijski rugbysta
  - Philipp Schörghofer, austriacki narciarz alpejski
  - Geovany Soto, portorykański baseballista
- 1984:
  - Agnieszka Dziemianowicz-Bąk, polska pedagog, działaczka społeczna, polityk, poseł na Sejm RP, minister rodziny, pracy i polityki społecznej
  - Karim Haggui, tunezyjski piłkarz
  - Olivia Hallinan, brytyjska aktorka
  - Papa Waigo N’Diayè, senegalski piłkarz
  - Federico Peluso, włoski piłkarz
  - Rusłan Prowodnikow, rosyjski bokser
- 1985:
  - Aida Bella, polska łyżwiarka szybka
  - Ehsan Hadadi, irański lekkoatleta, dyskobol
  - Marina Inoue, japońska aktorka głosowa, piosenkarka
  - Tanel Sokk, estoński koszykarz
- 1986:
  - Olga Buzowa, rosyjska piosenkarka, pisarka
  - Hannah Daniel, brytyjska aktorka
  - Nina Patalon, polska piłkarka, trenerka
  - Sasza Reznikow, białoruski aktor
- 1987:
  - Robert Farah, kolumbijski tenisista
  - Przemysław Krajewski, polski piłkarz ręczny
  - Evan Peters, amerykański aktor
  - Marco Simoncelli, włoski motocyklista wyścigowy (zm. 2011)
- 1988:
  - Uwa Elderson Echiéjilé, nigeryjski piłkarz
  - Wesley Fofana, francuski rugbysta
  - Eugene Godsoe, amerykański pływak
  - Kaarle McCulloch, australijska kolarka torowa
  - Jeffrén Suárez, hiszpański piłkarz
  - Wang Jiao, chińska zapaśniczka
  - Nicola White, brytyjska hokeistka na trawie
  - Lewan Żorżoliani, gruziński judoka
- 1989:
  - Carson Clark, amerykański siatkarz
  - Nick Foles, amerykański futbolista
- 1990:
  - Mateusz Bartoszek, polski rugbysta
  - Nikita Bucenko, ukraiński hokeista
  - Katie Colclough, brytyjska kolarka torowa i szosowa
  - Abdelhafid Lirki, marokański piłkarz
  - Shelayna Oskan-Clarke, brytyjska lekkoatletka, biegaczka średniodystansowa
  - Adama Sawadogo, burkiński piłkarz, bramkarz
  - Ralph Schon, luksemburski piłkarz, bramkarz
- 1991:
  - Monica Engelman, amerykańska koszykarka
  - Łukasz Golus, polski judoka
  - Polona Hercog, słoweńska tenisistka
  - Renato Ibarra, ekwadorski piłkarz
  - Kara Kohler, amerykańska wioślarka
  - Jacqueline Seifriedsberger, austriacka skoczkini narciarska
- 1992:
  - Dorina Budai, węgierska szpadzistka
  - Pawieł Połuektow, kazachski hokeista, bramkarz pochodzenia rosyjskiego
  - Gökhan Töre, turecki piłkarz
  - Adrian Zaremba, polski aktor
- 1993:
  - Felipe Aguilar, kolumbijski piłkarz
  - Federico Cartabia, argentyński piłkarz
  - Lorenzo Crisetig, włoski piłkarz pochodzenia słoweńskiego
  - Kristy Harris, australijska pięściarka
  - Khalifa Jabbie, sierraleoński piłkarz
  - Tommy Macias, szwedzki judoka
  - Andrij Totowycki, ukraiński piłkarz
- 1994:
  - Hampus Lindholm, szwedzki hokeista
  - Lucas Piazon, brazylijski piłkarz
  - Aleh Rabcau, białoruski gimnastyk
  - Daniel Sadzikowski, polski szachista
- 1995:
  - Joey Badass, amerykański raper
  - Calum Chambers, angielski piłkarz
  - José María Giménez, urugwajski piłkarz
  - Adrian Gomboc, słoweński judoka
  - Davie Selke, niemiecki piłkarz pochodzenia etiopsko-czeskiego
  - Stefan Simič, czeski piłkarz pochodzenia chorwacko-bośniackiego
- 1996:
  - Sebastiano Bianchetti, włoski lekkoatleta, kulomiot
  - Ese Brume, nigeryjska lekkoatletka, skoczkini w dal
  - Dzmitryj Nabokau, białoruski lekkoatleta, skoczek wzwyż
- 1997:
  - Heba Allejji, syryjska tenisistka stołowa
  - Stanisław Aniołkowski, polski kolarz szosowy
  - Blueface, amerykański raper, autor tekstów
  - Veronica Jones-Perry, amerykańska siatkarka
  - Georgina Nelthorpe, brytyjska zapaśniczka
  - Ołeksandr Tymczyk, ukraiński piłkarz
- 1998:
  - Karsten Ayong, czeski piłkarz pochodzenia kameruńskiego
  - Anthony Lamb, amerykański koszykarz
  - Frances Tiafoe, amerykański tenisista pochodzenia sierraleońskiego
- 1999:
  - Erik Aruszanian, ukraiński zapaśnik
  - Oriol Busquets, hiszpański piłkarz
  - Adam Gomoła, polski polityk, poseł na Sejm RP
  - Justyna Łysiak, polska siatkarka
  - Marko Regža, łotewski piłkarz
  - Beata Topka, polska lekkoatletka, biegaczka długodystansowa
- 2000:
  - José Ardón, gwatemalski piłkarz
  - Selemon Barega, etiopski lekkoatleta, długodystansowiec
  - Marco Brescianini, włoski piłkarz
  - Cristian Cásseres Jr., wenezuelski piłkarz
  - Konrad Filipek, polski hokeista
  - Elias Kristoffersen Hagen, norweski piłkarz
  - Tyler Herro, amerykański koszykarz
  - Tomoki Hiwatashi, amerykański łyżwiarz figurowy pochodzenia japońskiego
  - Deivoon Magaña, meksykański piłkarz
- 2001:
  - Hamza Bakır, turecki zapaśnik
  - Guilherme Cabral, brazylijski judoka
  - Brooks Curry, amerykański pływak
  - Manon Léonard, francuska tenisistka
  - Hirut Meshesha, etiopska lekkoatletka, biegaczka średniodystansowa
- 2002:
  - Aleksandra Bojkowa, rosyjska łyżwiarka figurowa
  - Arnaud Kalimuendo, francuski piłkarz kongijskiego pochodzenia
  - Bećir Omeragić, szwajcarski piłkarz pochodzenia bośniackiego
- 2003:
  - Jack Doohan, australijski kierowca wyścigowy
  - Luis-Joe Lührs, niemiecki kolarz szosowy i torowy
  - Antonia Ružić, chorwacka tenisistka
- 2004:
  - Anthony Black, amerykański koszykarz
  - Burak İnce, turecki piłkarz
  - Ali Jasim, iracki piłkarz
- 2005 – Enso González, paragwajski piłkarz
- 2007 – Kacper Tomasiak, polski skoczek narciarski
- 2010 – Indica Watson, brytyjska aktorka

## Zmarli
- 250 – Fabian, papież, święty (ur. ?)
- 640 – Eadbald, król Kentu (ur. ?)
- 820 – Asz-Szafi’i, islamski prawnik (ur. 767)
- 852 – Teofil, cesarz bizantyński (ur. 813)
- 882 – Ludwik III Młodszy, król Franków Wschodnich (ur. 835)
- 1156 – Henryk z Uppsali, angielski duchowny katolicki, biskup, męczennik, święty, apostoł Finlandii (ur. ?)
- 1171 – Gleb Jurijewicz, książę kurski, kaniowski i perejasławski, wielki książę kijowski (ur. ?)
- 1191:
  - Fryderyk V, książę Szwabii, krzyżowiec (ur. 1167)
  - Tybald V Dobry, hrabia Blois, krzyżowiec (ur. 1130)
- 1256 – Reynald de Vichiers, francuski krzyżowiec, wielki mistrz zakonu templariuszy (ur. ?)
- 1270 – Euzebiusz z Ostrzyhomia, węgierski duchowny katolicki, eremita, założyciel zakonu paulinów (ur. ok. 1200)
- 1343 – Robert I Mądry, król Sycylii (ur. 1278)
- 1458 – Łazarz II Branković, władca Serbii (ur. 1421)
- 1479 – Jan II, król Aragonii i Nawarry (ur. 1397)
- 1485 – Eustochia Esmeralda Calafato, włoska klaryska, święta (ur. 1434)
- 1503 – Ludmiła Podiebrad, księżniczka czeska, księżna legnicka (ur. 1456)
- 1511 – Oliviero Carafa, włoski kardynał (ur. 1430)
- 1513 – Helena Moskiewska, księżniczka moskiewska, wielka księżna litewska i niekoronowana królowa Polski (ur. 1476)
- 1516 – Juan Díaz de Solís, hiszpański żeglarz (ur. 1470)
- 1562 – Baltazar von Promnitz, niemiecki duchowny katolicki, biskup wrocławski (ur. 1488)
- 1590 – Giambattista Benedetti, włoski fizyk, matematyk (ur. 1530)
- 1612 – Rudolf II Habsburg, cesarz rzymski, król Czech i Węgier (ur. 1552)
- 1639 – Mustafa I, sułtan Imperium Osmańskiego (ur. 1592)
- 1648 – Magdalena Wittelsbach, księżniczka Palatynatu-Zweibrücken-Veldenz, księżna Palatynatu-Birkenfeld-Bischweiler (ur. 1607)
- 1654 – Agnieszka Wiszowata, polska szlachcianka pochodzenia włoskiego (ur. 1587)
- 1666 – Anna Austriaczka, królowa Francji (ur. 1601)
- 1709 – François de Lachaise, francuski jezuita (ur. 1624)
- 1720 – Giovanni Maria Lancisi, włoski lekarz, epidemiolog, anatom (ur. 1654)
- 1722:
  - Charles Cornwallis, brytyjski arystokrata, polityk (ur. 1675)
  - Charles Montagu, brytyjski arystokrata, dyplomata (ur. ok. 1656)
- 1729 – Jan Mikołaj Radziwiłł, polski książę, polityk (ur. 1681)
- 1731 – Antoni Farnese, książę Parmy (ur. 1679)
- 1741 – Marcin Zygmunt Zieleński, polski duchowny luterański, pisarz religijny (ur. 1694)
- 1745 – Karol VII Wittelsbsch, elektor Bawarii, król Czech, cesarz rzymski (ur. 1697)
- 1758 – François Mackandal, haitański przywódca powstania niewolników (ur. ok. 1728)
- 1779 – David Garrick, brytyjski aktor, dramaturg, przedsiębiorca teatralny (ur. 1717)
- 1789 – Wilhelm Kaliński, polski zakonnik, kaznodzieja, mówca (ur. 1747)
- 1798:
  - Karl Joseph Biener von Bienenberg, czeski inżynier wojskowy, historyk, archeolog, publicysta pochodzenia niemieckiego (ur. 1731)
  - Christian Cannabich, niemiecki kompozytor, skrzypek, dyrygent (ur. 1731)
  - Paula Szembek, polska szlachcianka (ur. 1737)
- 1800 – Thomas Mifflin, amerykański kupiec, generał, polityk (ur. 1744)
- 1804 – Fernando del Portillo y Torres, hiszpański duchowny katolicki, arcybiskup Santafé en Nueva Granada (ur. 1728)
- 1813 – Christoph Martin Wieland, niemiecki pisarz (ur. 1733)
- 1819:
  - Karol IV Burbon, król Hiszpanii (ur. 1748)
  - Maria Thaddäus von Trautmannsdorff, czeski duchowny katolicki, biskup kralowohradecki, arcybiskup ołomuniecki (ur. 1761)
- 1820 – Fryderyk, landgraf Hesji-Homburg (ur. 1748)
- 1826:
  - Ignacy Emanuel Lachnicki, polski ekonomista, publicysta, przyrodnik, badacz hipnozy, działacz społeczny (ur. 1793)
  - Stanisław Staszic, polski duchowny katolicki, działacz oświeceniowy, pionier spółdzielczości, pisarz polityczny, publicysta, filozof, tłumacz, przyrodnik, geolog, geograf (ur. 1755)
- 1829:
  - Karol Galle, polski architekt (ur. 1782)
  - Monika Sobolewska, polska arystokratka (ur. ?)
- 1837 – John Soane, brytyjski architekt (ur. 1753)
- 1840 – Stefan Min Kŭk-ka, koreański katechista, męczennik, święty (ur. 1787)
- 1841 – Minh Mạng, cesarz Wietnamu (ur. 1792)
- 1845 – Edward Raczyński (starszy), polski hrabia, polityk, żołnierz, mecenas sztuki i nauki (ur. 1786)
- 1848 – Chrystian VIII Oldenburg, król Danii i Norwegii (ur. 1786)
- 1850:
  - Lorenzo Bartolini, włoski rzeźbiarz (ur. 1777)
  - Philip Pendleton Cooke, amerykański poeta (ur. 1816)
  - Adam Gottlob Oehlenschläger, duński poeta, dramaturg (ur. 1779)
- 1852 – Józef Drzewiecki, polski pułkownik, polityk (ur. 1772)
- 1853:
  - Melchior von Diepenbrock, niemiecki duchowny katolicki, biskup wrocławski, kardynał (ur. 1798)
  - Jonathan Pereira, brytyjski lekarz pochodzenia żydowskiego (ur. 1804)
- 1855 – Maria Adelajda Habsburg, królowa Sardynii (ur. 1822)
- 1859:
  - Bettina von Arnim, niemiecka pisarka (ur. 1785)
  - Teofil Klemens Rybicki, polski nauczyciel, technolog, uczestnik powstania listopadowego (ur. 1805)
- 1861 – Martin von Wahrendorff, szwedzki przemysłowiec, wynalazca, dyplomata (ur. 1789)
- 1862 – John Crompton Weems, amerykański plantator, polityk (ur. 1778)
- 1864 – Giovanni Plana, włoski astronom, matematyk, wykładowca akademicki (ur. 1781)
- 1865 – Thomas Yates Walsh, amerykański polityk (ur. 1809)
- 1867 – Nathaniel Parker Willis, amerykański prozaik, poeta, wydawca (ur. 1806)
- 1870 – Samuel, serbski biskup prawosławny, metropolita karłowicki i patriarcha serbski (ur. 1803)
- 1873:
  - Klemens Maleszewski, polski psychiatra (ur. 1798)
  - Bazyli Antoni Maria Moreau, francuski zakonnik, błogosławiony (ur. 1799)
- 1875 – Jean-François Millet, francuski malarz, grafik (ur. 1814)
- 1879:
  - Wojciech Komorowski, polski pułkownik, uczestnik powstania styczniowego (ur. 1839)
  - Hipolit Korzeniowski, polski psychiatra (ur. 1827)
- 1880 – (lub 19 stycznia) Jules Favre, francuski polityk (ur. 1809)
- 1881 – Andrzej Rydzowski, polski prawnik, wykładowca akademicki, polityk (ur. 1829)
- 1882 – John Linnell, brytyjski malarz, grafik, miniaturzysta (ur. 1792)
- 1884 – Julius Pintsch, niemiecki przedsiębiorca (ur. 1815)
- 1890:
  - Franz Lachner, niemiecki kompozytor, dyrygent (ur. 1803)
  - Bartłomiej Nowak, polski przywódca chłopski, pułkownik w czasie powstania styczniowego (ur. 1823)
- 1891 – Kalākaua, król Hawajów (ur. 1836)
- 1892 – Christopher Pearse Cranch, amerykański pastor, poeta, malarz (ur. 1813)
- 1896:
  - Henryk Battenberg, niemiecki arystokrata, oficer (ur. 1858)
  - Guillaume-René Meignan, francuski duchowny katolicki, arcybiskup metropolita Tours, kardynał (ur. 1827)
- 1897 – Aleksandr Prussak, rosyjski otolaryngolog, wykładowca akademicki (ur. 1839)
- 1900 – John Ruskin, brytyjski prozaik, poeta, krytyk i teoretyk sztuki (ur. 1819)
- 1901:
  - Zénobe Gramme, belgijski elektrotechnik, wynalazca (ur. 1826)
  - Keisuke Itō, japoński lekarz, biolog, wykładowca akademicki (ur. 1803)
- 1904 – Ferdinand Mannlicher, austriacki inżynier, konstruktor broni strzeleckiej, polityk (ur. 1848)
- 1906:
  - Maria Krystyna od Niepokalanego Poczęcia, włoska zakonnica, święta (ur. 1856)
  - William Basil Neftel, rosyjsko-amerykański neurolog (ur. 1830)
  - Marcelo Spínola y Maestre, hiszpański duchowny katolicki, arcybiskup Sewilli, kardynał, błogosławiony (ur. 1835)
  - Friedrich Uhl, austriacki pisarz, dziennikarz (ur. 1825)
- 1909:
  - Stanisław Lack, polski poeta, tłumacz, krytyk teatralny pochodzenia żydowskiego (ur. 1876)
  - Władysław Nehring, polski językoznawca, historyk, wykładowca akademicki (ur. 1830)
- 1910 – Józef Kwiatek, polski działacz socjalistyczny, dziennikarz pochodzenia żydowskiego (ur. 1876)
- 1913:
  - Adam Macura, polski nauczyciel, dziennikarz (ur. 1848)
  - Karl Wittgenstein, austriacki przemysłowiec (ur. 1847)
- 1914 – Abraham Eiger, polski rabin, uczony (ur. 1846)
- 1916 – Franciszek Błasiak, polski sierżant Legionów Polskich (ur. 1884)
- 1917:
  - Alejandro Ferrant y Fischermans, hiszpański malarz (ur. 1843)
  - Józef Holewiński, polski malarz, grafik (ur. 1848)
- 1918 – Édouard Chavannes, francuski sinolog, tłumacz (ur. 1865)
- 1920 – Wilhelm Anton Riedemann, niemiecki przedsiębiorca naftowy (ur. 1832)
- 1921:
  - Živojin Mišić, serbski dowódca wojskowy (ur. 1865)
  - Stefán Stefánsson, islandzki botanik, działacz oświatowy (ur. 1863)
- 1922 – Max Westram, niemiecki polityk, nadburmistrz Raciborza (ur. 1856)
- 1923 – Virgilio Mattoni, hiszpański malarz portrecista (ur. 1842)
- 1925 – Adelheid Steinmann, niemiecka polityk, działaczka na rzecz praw kobiet (ur. 1866)
- 1927 – Domenico Comparetti, włoski filolog klasyczny, wykładowca akademicki (ur. 1835)
- 1928:
  - Jarmila Horáková, czeska aktorka (ur. 1904)
  - Władysław Szaynok, polski przedsiębiorca pochodzenia węgierskiego (ur. 1876)
- 1929 – Paul Silex, niemiecki okulista (ur. 1858)
- 1930 – Kazimierz Bartoszewicz, polski historyk, publicysta, satyryk (ur. 1852)
- 1933 – Kazimierz Porębski, polski wiceadmirał, rosyjski kontradmirał (ur. 1872)
- 1936:
  - Andries Bonger, holenderski marszand, kolekcjoner obrazów (ur. 1861)
  - Jerzy V, król Wielkiej Brytanii i Irlandii Północnej, cesarz Indii (ur. 1865)
  - Jarl Öhman, fiński piłkarz, trener (ur. 1891)
- 1938 – Émile Cohl, francuski rysownik, pionier filmu animowanego (ur. 1857)
- 1939 – Lili Bech, duńska aktorka (ur. 1885)
- 1940:
  - Ludomir Chojnowski, polski podporucznik, weteran powstania styczniowego (ur. 1843)
  - Joseph Gredt, luksemburski benedyktyn, filozof (ur. 1863)
  - Albin Lermusiaux, francuski lekkoatleta, średniodystansowiec (ur. 1874)
- 1941 – Wiesław Grzymalski, polski inżynier architekt, wykładowca akademicki (ur. 1891)
- 1942:
  - Tadeusz Kaube, polski działacz konspiracyjny (ur. 1921)
  - Uzieir Szabanbiekow, radziecki kapitan bezpieczeństwa państwowego (ur. 1902)
- 1943:
  - Max Wladimir von Beck, austriacki polityk, premier Austrii (ur. 1854)
  - Charles Kramer, amerykański polityk (ur. 1879)
  - Akira Matsunaga, japoński piłkarz (ur. 1914)
  - Viktor Pavičić, chorwacki pułkownik (ur. 1898)
  - (lub 30 stycznia) Attila Petschauer, węgierski szablista pochodzenia żydowskiego (ur. 1904)
- 1944:
  - Michał Bujwid, polski podpułkownik lekarz (ur. 1897)
  - James Cattell, amerykański psycholog, wykładowca akademicki (ur. 1860)
  - Otto Eggert, niemiecki geodeta, wykładowca akademicki (ur. 1874)
  - Marian Domosławski, polski aktor, reżyser teatralny, dyrektor teatrów, śpiewak (ur. 1881)
- 1945:
  - Stanisław Augustyński, polski urzędnik skarbowy, działacz ludowy, społeczny i samorządowy, polityk, poseł na Sejm RP (ur. 1869)
  - Piotr Drozdow, radziecki młodszy porucznik (ur. 1923)
  - Wacław Krzeptowski, polski góral, polityk ludowy, jeden z przywódców Goralenvolku (ur. 1897)
  - Richard Malik, niemiecki piłkarz (ur. 1909)
  - Mykoła Nosula, radziecki sierżant (ur. 1926)
- 1947:
  - Tadeusz Mieczyński, polski chemik-gleboznawca, filozof, wykładowca akademicki (ur. 1888)
  - Andrew Volstead, amerykański polityk (ur. 1860)
- 1949 – Józef Puzyna, polski historyk, genealog (ur. 1878)
- 1950 – Georg Minde-Pouet, niemiecki bibliotekarz (ur. 1871)
- 1951 – Frank Knowles, angielski piłkarz (ur. 1891)
- 1952 – Arthur Farwell, amerykański kompozytor (ur. 1872)
- 1953 – Georges Vivex, belgijski gimnastyk (ur. 1890)
- 1954:
  - Karl Ignaz Hummel, szwajcarski oszust (ur. 1898)
  - Gavino Matta, włoski bokser (ur. 1910)
  - Paweł Zawada, śląski pisarz, gawędziarz, badacz folkloru i historii lokalnego osadnictwa, nauczyciel (ur. 1883)
- 1955:
  - Heinrich-Anton Deboi, niemiecki generał porucznik (ur. 1893)
  - Łukasz Dziekuć-Malej, białoruski duchowny baptystyczny, działacz narodowy, tłumacz (ur. 1888)
  - Władysław Jasiński, polski elektromonter, działacz ruchu robotniczego (ur. 1886)
- 1956 – Karol Masny, polski duchowny katolicki, kapelan wojskowy (ur. 1899)
- 1957:
  - James Connolly, amerykański wszechstronny lekkoatleta (ur. 1868)
  - Tichon Konstantinow, radziecki polityk (ur. 1898)
- 1958:
  - Karol Hukan, polski rzeźbiarz (ur. 1888)
  - Harold Sutcliffe, brytyjski polityk (ur. 1897)
- 1960 – René Maublanc, francuski filozof marksistowski, wykładowca akademicki (ur. 1891)
- 1961:
  - Bronisław Niklewski, polski fizjolog roślin, wykładowca akademicki (ur. 1879)
  - Józef Proszowski, polski rzeźbiarz, medalier (ur. 1904)
  - Mikołaj Prus-Więckowski, polski inżynier, generał dywizji (ur. 1889)
  - Stanisław Zieliński, polski ornitolog amator, muzealnik (ur. 1893)
- 1962:
  - Marian Andrzejewski, polski architekt, urbanista, inżynier, budowniczy (ur. 1882)
  - Robinson Jeffers, amerykański poeta (ur. 1887)
- 1963:
  - Paul Braaten, norweski dwuboista klasyczny (ur. 1876)
  - Tadeusz Marczewski, polski malarz, grafik (ur. 1879)
  - Bronisław Stępowski, polski ginekolog-położnik, wykładowca akademicki, tłumacz (ur. 1892)
  - Fiodor Tierientjew, rosyjski biegacz narciarski (ur. 1925)
- 1964:
  - Jan Rychlík, czeski kompozytor (ur. 1916)
  - Karl-Johan Svensson, szwedzki gimnastyk (ur. 1887)
  - Cyprian Michał Iwene Tansi, nigeryjski trapista, błogosławiony (ur. 1903)
- 1965:
  - Ludwig Beckmann, niemiecki pilot wojskowy, as myśliwski (ur. 1895)
  - Alan Freed, amerykański didżej (ur. 1921)
  - Józef Szczotka, polski poeta (ur. 1893)
- 1966:
  - Herbert Boeckl, austriacki malarz (ur. 1894)
  - Józef Grad-Soniński, polski oficer, kawaler Orderu Virtuti Militari (ur. 1891)
- 1968 – Edward Tylor Miller, amerykański polityk (ur. 1895)
- 1970 – Zygmunt Turkow, polski aktor, reżyser, dramaturg, inscenizator pochodzenia żydowskiego (ur. 1896)
- 1971:
  - Broncho Billy Anderson, amerykański aktor, reżyser, scenarzysta i producent filmowy (ur. 1880)
  - Antonio Bacci, włoski kardynał (ur. 1885)
  - Stanisław Drabik, polski reżyser i śpiewak operowy (tenor) (ur. 1900)
  - Marian Promiński, polski prozaik, poeta, tłumacz, krytyk filmowy (ur. 1908)
- 1972:
  - Jean Casadesus, francuski pianista, kompozytor (ur. 1927)
  - Ludwik Sawicki, polski archeolog amator (ur. 1893)
- 1973:
  - Amílcar Cabral, inżynier agronom, marksista i polityk z Gwinei Bissau (ur. 1924)
  - Henryk Gruber, polski prawnik, urzędnik państwowy, finansista pochodzenia żydowskiego (ur. 1892)
- 1974:
  - Jadwiga Beck, polska pisarka, dziennikarka (ur. 1896)
  - Iwan Koczetkow, rosyjski piłkarz, trener (ur. 1914)
  - Kost Pankiwski, ukraiński adwokat, działacz charytatywny, polityk, premier URL na emigracji (ur. 1897)
- 1975:
  - Hans Grunwald, niemiecki SS-Brigadeführer (ur. 1898)
  - Eliasz Rajzman, polski poeta, prozaik pochodzenia żydowskiego (ur. 1909)
- 1976 – Thure Andersson, szwedzki zapaśnik (ur. 1907)
- 1977:
  - Kristjan Kärber, estoński przodownik pracy, polityk komunistyczny (ur. 1908)
  - Aub Lawson, australijski żużlowiec (ur. 1914)
- 1978 – Faustyn Ładosz, polski działacz partyjny i państwowy (ur. 1905)
- 1979:
  - Antoni Czechowicz, polski rotmistrz (ur. 1897)
  - Symeon Surgiewicz, polski kolejarz, działacz robotniczy (ur. 1904)
- 1980 – Rudolf Bürger, rumuński piłkarz pochodzenia niemieckiego (ur. 1908)
- 1981:
  - Derick Heathcoat-Amory, brytyjski arystokrata, polityk (ur. 1899)
  - Tadeusz Mazoński, polski chemik, wykładowca akademicki (ur. 1901)
  - Vittorio Tamagnini, włoski bokser (ur. 1910)
- 1982:
  - Marc Demeyer, belgijski kolarz szosowy (ur. 1950)
  - Max Kurschner, amerykański płatny mordeca pochodzenia żydowskiego (ur. 1932)
- 1983:
  - Garrincha, brazylijski piłkarz (ur. 1933)
  - Fritz Felix Piepes, austriacki tenisista pochodzenia żydowskiego (ur. 1887)
- 1984:
  - Artur Svensson, szwedzki lekkoatleta, sprinter (ur. 1901)
  - Johnny Weissmuller, amerykański pływak, aktor pochodzenia niemieckiego (ur. 1904)
- 1985:
  - Stanisław Dunajewski, polski porucznik, krajoznawca, regionalista (ur. 1900)
  - Kazimierz Jurkiewicz, polski kapitan żeglugi wielkiej (ur. 1912)
- 1986 – Franz Kemser, niemiecki bobsleista (ur. 1910)
- 1988 – Khan Abdul Ghaffar Khan, indyjski i pakistański polityk pochodzenia pasztuńskiego (ur. 1890)
- 1989:
  - Józef Cyrankiewicz, polski polityk, działacz komunistyczny, premier i przewodniczący Rady Państwa PRL (ur. 1911)
  - John Harding, brytyjski wojskowy, marszałek polny, administrator kolonialny (ur. 1896)
  - Dolf van Kol, holenderski piłkarz, trener (ur. 1902)
  - Beatrice Lillie, kanadyjska aktorka komediowa (ur. 1894)
  - Stefan Niedzielak, polski duchowny katolicki, kapelan AK i WiN, współzałożyciel Rodzin Katyńskich (ur. 1914)
- 1990:
  - Higashikuni Naruhiko, japoński polityk, premier Japonii (ur. 1887)
  - Barbara Stanwyck, amerykańska aktorka (ur. 1907)
- 1991:
  - Berta Bobath, niemiecka fizjoterapeutka (ur. 1907)
  - Edward Kołacz, polski rzeźbiarz prymitywista (ur. 1909)
- 1992 – Krzysztof Grela, polski perkusista, członek zespołu Siekiera (ur. 1961)
- 1993:
  - Joseph Anthony, amerykański reżyser filmowy (ur. 1912)
  - Audrey Hepburn, brytyjska aktorka i działaczka humanitarna (ur. 1929)
  - Adam Siemaszko, polski karykaturzysta (ur. 1905)
  - Jerzy Zabłocki, polski malarz, grafik (ur. 1927)
- 1994:
  - Matt Busby, szkocki piłkarz, trener (ur. 1909)
  - Oginga Odinga, kenijski polityk (ur. 1911)
- 1995:
  - Mehdi Bazargan, irański polityk, premier Iranu (ur. 1907)
  - Andrzej Gazdeczka, polski aktor (ur. 1932)
- 1996:
  - Joseph Mermans, belgijski piłkarz (ur. 1922)
  - Gerry Mulligan, amerykański saksofonista jazzowy (ur. 1927)
- 1997 – Edith Haisman, brytyjska pasażerka „Titanica” (ur. 1896)
- 1998:
  - Bobo Brazil, amerykański wrestler (ur. 1923)
  - Jacob Cohen, amerykański statystyk i psycholog (ur. 1923)
- 2000 – Sławko Janewski, macedoński prozaik, eseista, poeta, scenarzysta filmowy (ur. 1920)
- 2003:
  - Gusztáv Juhász, rumuński piłkarz, trener pochodzenia węgierskiego (ur. 1911)
  - Bill Werbeniuk, kanadyjski snookerzysta (ur. 1947)
- 2004:
  - Aleksander Gobronidze, gruziński polityk (ur. 1925)
  - Olivier Guichard, francuski polityk (ur. 1920)
  - Guinn Smith, amerykański lekkoatleta, tyczkarz (ur. 1920)
- 2005:
  - Parveen Babi, indyjska aktorka (ur. 1949)
  - Per Borten, norweski polityk, premier Norwegii (ur. 1913)
  - Christel Justen, niemiecka pływaczka (ur. 1957)
  - Jan Nowak-Jeziorański, polski politolog, żołnierz AK, kurier i emisariusz Komendy Głównej AK i Rządu RP na uchodźstwie, polityk, dziennikarz (ur. 1914)
  - Miriam Rothschild, brytyjska zoolog, entomolog pochodzenia żydowskiego (ur. 1908)
- 2006:
  - David Maust, amerykański seryjny morderca, pedofil (ur. 1954)
  - Pio Taofinuʻu, samoański kardynał (ur. 1923)
- 2007:
  - Bogusława Czuprynówna, polska aktorka (ur. 1920)
  - George Smathers, amerykański polityk (ur. 1913)
- 2008:
  - Louis de Cazenave, francuski superstulatek, weteran I wojny światowej (ur. 1897)
  - Irmina Popławska, polska tenisistka (ur. 1911)
  - Krystyna Wyhowska, polska dziennikarka, publicystka (ur. 1919)
- 2009:
  - Stefan II Ghattas, egipski duchowny katolicki obrządku koptyjskiego, kardynał (ur. 1920)
  - Johnny Dixon, angielski piłkarz (ur. 1923)
  - David Newman, amerykański muzyk, saksofonista (ur. 1933)
- 2010 – Jerzy Czernik, polski chirurg (ur. 1938)
- 2011:
  - Zbigniew Gugniewicz, polski bokser (ur. 1936)
  - Sonia Peres, izraelska pierwsza dama (ur. 1926)
  - Tadeusz Ziętara, polski geograf (ur. 1931)
  - Piotr Żbikowski, polski historyk literatury (ur. 1935)
- 2012:
  - Etta James, amerykańska piosenkarka (ur. 1938)
  - Witold Kiedrowski, polski duchowny katolicki, kapelan, działacz polonijny i kombatancki we Francji (ur. 1912)
  - Roman Lewandowski, polski duchowny katolicki, kanonik (ur. 1932)
  - Jeffrey Ntuka, południowoafrykański piłkarz (ur. 1985)
  - Jiří Raška, czeski skoczek narciarski (ur. 1941)
  - Eli Urbanová, czeska pisarka, poetka tworząca w esperanto (ur. 1922)
- 2013:
  - Erik Pedersen, duński szachista (ur. 1958)
  - Freddie Williams, walijski żużlowiec (ur. 1926)
- 2014:
  - Claudio Abbado, włoski dyrygent, pianista (ur. 1933)
  - Janusz Galewicz, polski reżyser, scenarzysta, autor sztuk dla dzieci (ur. 1928)
  - Maciej Geller, polski fizyk, działacz opozycji antykomunistycznej (ur. 1941)
  - John Mackey, nowozelandzki duchowny katolicki pochodzenia irlandzkiego, biskup Auckland (ur. 1918)
  - Otis G. Pike, amerykański polityk (ur. 1921)
- 2015:
  - Czesław Biernat, polski historyk, archiwista, profesor nauk humanistycznych (ur. 1925)
  - Edgar Froese, niemiecki muzyk, członek zespołu Tangerine Dream (ur. 1944)
  - Henryk Kowalczyk, polski piłkarz (ur. 1951)
  - Hitoshi Saitō, japoński judoka (ur. 1961)
- 2016:
  - Constance Beresford-Howe, kanadyjska pisarka, nauczycielka akademicka (ur. 1922)
  - Mykolas Burokevičius, litewski działacz komunistyczny (ur. 1927)
  - Piotr Kokosiński, polski muzyk, producent muzyczny i operator dźwięku (ur. 1966)
- 2017:
  - José Luis Astigarraga Lizarralde, hiszpański duchowny katolicki, wikariusz apostolski Yurimaguas w Peru (ur. 1940)
  - Renato Buzzonetti, włoski lekarz (ur. 1924)
  - Ryszard Krystek, polski inżynier, polityk, wiceminister infrastruktury (ur. 1941)
  - Czesław Rajtar, polski piłkarz (ur. 1929)
  - Carlos Alberto Silva, brazylijski trener piłkarski (ur. 1939)
- 2018:
  - Paul Bocuse, francuski szef kuchni (ur. 1926)
  - Antoni Glazemaker, holenderski duchowny starokatolicki, biskup Deventer, arcybiskup Utrechtu (ur. 1931)
  - Sylvester Carmel Magro, maltański duchowny katolicki, posługujący w Libii, wikariusz apostolski Bengazi (ur. 1941)
  - Miyako Sumiyoshi, japońska łyżwiarka szybka (ur. 1987)
  - Leszek Żuchowski, polski kompozytor muzyki teatralnej i filmowej (ur. 1934)
- 2019:
  - Masazō Nonaka, japoński superstulatek (ur. 1905)
  - Andrew Vajna, węgierski producent filmowy (ur. 1944)
- 2020:
  - Jaroslav Kubera, czeski samorządowiec, polityk, przewodniczący Senatu (ur. 1947)
  - Tom Railsback, amerykański polityk (ur. 1932)
- 2021:
  - Andrzej Bieniasz, polski gitarzysta, kompozytor, autor tekstów, członek zespołów: Düpą i Püdelsi (ur. 1954)
  - Mira Furlan, chorwacka aktorka (ur. 1955)
  - John Baptist Kaggwa, ugandyjski duchowny katolicki, biskup Masaki (ur. 1943)
  - Apolonia Litwińska, polska szachistka (ur. 1928)
  - Jerzy Misiurek, polski duchowny katolicki, teolog (ur. 1936)
  - Peter Swan, angielski piłkarz, trener (ur. 1936)
- 2022:
  - Heidi Biebl, niemiecka narciarka alpejska (ur. 1941)
  - Gernot Böhme, niemiecki filozof (ur. 1937)
  - David Bramwell, brytyjski botanik, taksonom (ur. 1942)
  - Benjamin Kogo, kenijski lekkoatleta, długodystansowiec (ur. 1944)
  - Meat Loaf, amerykański piosenkarz, aktor (ur. 1947)
  - Mace Neufeld, amerykański producent filmowy (ur. 1928)
  - Elza Soares, brazylijska piosenkarka (ur. 1930)
- 2023:
  - Krzysztof Biskupski, polski koszykarz, trener (ur. 1954)
  - Grigorij Kanowicz, litewski pisarz, poeta, publicysta (ur. 1929)
- 2024:
  - Ch’oe T’ae Bok, północnokoreański chemik, polityk, przewodniczący Najwyższego Zgromadzenia Ludowego (ur. 1930)
  - Norman Jewison, kanadyjski reżyser i producent filmowy (ur. 1926)
  - Eugeniusz Lerch, polski piłkarz, trener (ur. 1939)
  - John Tomlinson, brytyjski polityk, samorządowiec, eurodeputowany (ur. 1939)
- 2025:
  - Bertrand Blier, francuski reżyser i scenarzysta filmowy (ur. 1939)
  - Antoni Feluś, polski prawnik, kryminalistyk, profesor nauk prawnych (ur. 1933)
  - Fred Newhouse, amerykański lekkoatleta, sprinter (ur. 1948)
  - John Sykes, amerykański gitarzysta, wokalista, członek zespołów: Streetfighter, Tygers of Pan Tang, Badlands, Thin Lizzy i Whitesnake (ur. 1959)